# La strage degli innocenti (poema)
La strage degli innocenti è un poema sacro di Giovan Battista Marino pubblicato postumo nel 1632, avente per soggetto la famosa strage ordinata da Erode.

## Struttura
Il poema, in ottave,  è in quattro canti ("libri"). Ciascun canto è preceduto da un'ottava nella quale è riassunto l'argomento.
- Libro I: Sospetto di Erode

L'iniquo Re delle Tartaree grotte

Prevedendo 'l suo mal s'affligge e rode: 

Quindi esce fuor dalla perpetua notte 

Furia crudele a insospettir Erode.

Egli, che nel suo cuor stima interrotte

Le quieti al regnar, di ciò non gode, 

Ma per opporsi alla crudel fortuna

I Satrapi a consiglio alfin raduna.
- Libro II: Consiglio dei satrapi

Al Consiglio adunato il Re palesa 

Ciò ch'a lui di temer porge sospetto.

Urizeo, ch'a buon fin la mente ha intesa 

Tenta l'ira crudel trarli dal petto; 

Barucco, ch'alla strage ha l'alma accesa 

A contrario pensier scopre l'affetto; 

Giuseppe, che sognando il male intende, 

Da Giuda nell'Egitto il cammin prende.
- Libro III: Esecuzione della strage

Dal sublime Palagio Erode mira 

Della Strage crudel l'orrida scena.

Lo stuol, ch'infellonito il ferro gira, 

Altri sbrana, altri desta, ed altri svena. 

Trafitta nel figliuol piange e sospira, 

E dimostra ogni Madre amara pena. 

Lasciata il Re crudel l'eccelsa Reggia 

Su gl'Innocenti uccisi empio passeggia.
- Libro IV: Limbo

Spinto da Erode il fier Malecche toglie 

A vie più d'un bambin l'alma, e la vita 

Quegli intanto su 'l figlio, e su la moglie 

Piange e sente nel cor l'alma smarrita. 

Il grande Poeta Ebreo la lingua scioglie 

E i vecchi Padri a rallegrarsi invita, 

Mentre lo stuol degl'innocenti ei mira, 

Ch' unito verso il Limbo il volo gira.

## Storia

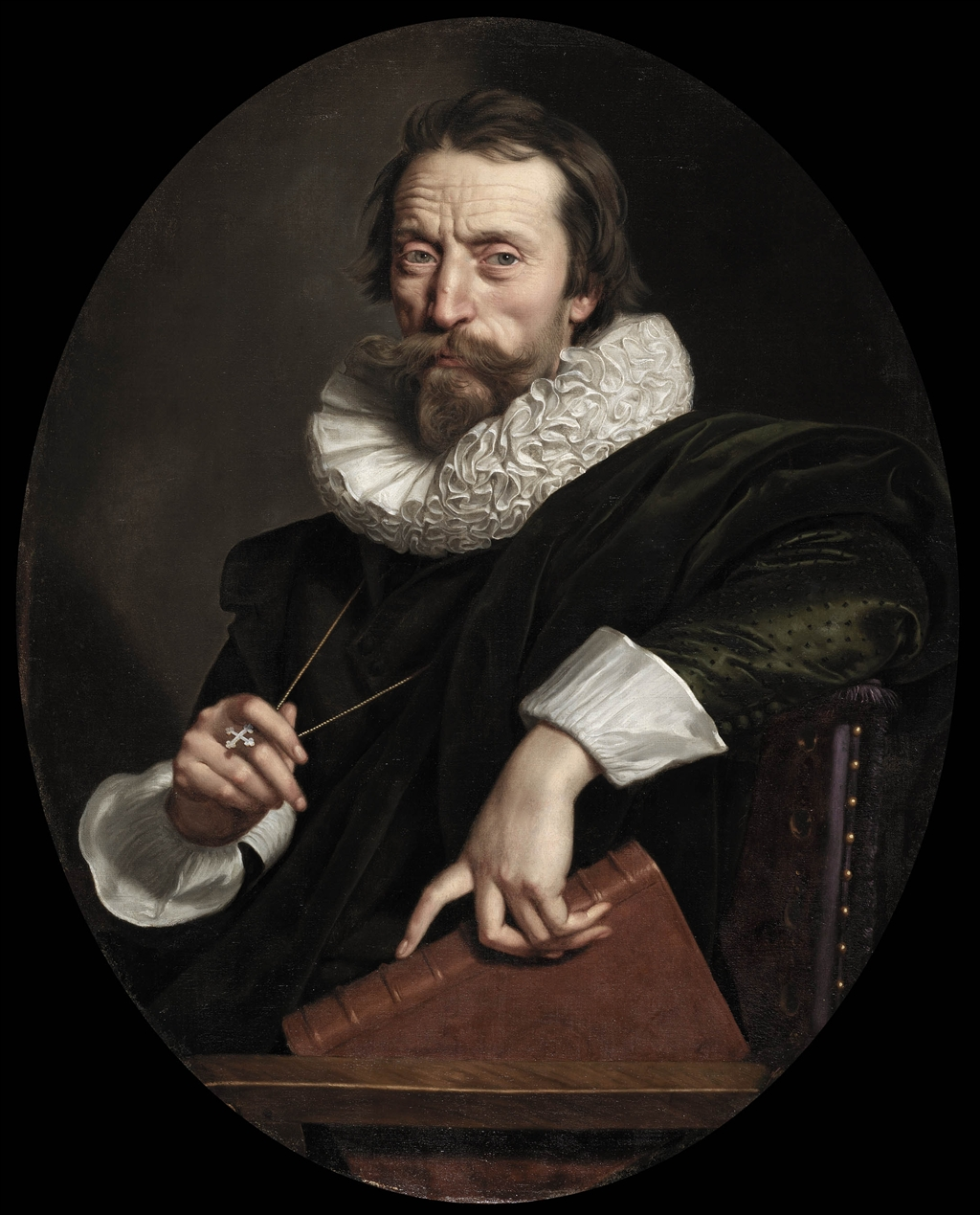
Ritratto di Giambattista Marino (Frans Pourbus il giovane)

La strage degli innocenti venne pubblicata postuma a Napoli nel 1632, a cura di Francesco Chiaro, nipote dell'autore; in questa prima edizione, contenente anche una "Vita del cavalier Marino" a cura del Chiaro, il poema era diviso in due libri. La divisione in quattro libri appare con l'edizione curata da Giacomo Mascardi a Roma l'anno successivo.
La composizione del poema aveva impegnato l'autore per almeno vent'anni, prima della sua morte avvenuta a Napoli nel 1625. In una lettera indirizzata nel 1605 al pittore Bernardo Castello, Marino lo informa della composizione di alcuni suoi poemetti tra cui L'Adone, previsto allora «in tre libri», e la Strage degl'innocenti, prevista in due libri; Marino intendeva pubblicare tali opere a Venezia presso l'editore Giovanni Battista Ciotti. Il poema, previsto in quattro canti, è citato nella cosiddetta "lettera Claretti", un documento a firma del nobile torinese Onorato Claretti ma scritto con certezza dal Marino, premesso alla terza parte della Lira. In una lettera indirizzata a Ottavio Tronsarelli, non datata, ma risalente agli ultimi tempi della vita del Marino, il poeta si lamenta per la sua cattiva salute e manifesta timori per la Strage. Marino, desideroso di presentarsi come poeta devoto, dichiarava talora di preferire la Strage all'Adone. Fu l'opera più popolare di Giambattista Marino: ristampata numerose volte, fu tradotta in numerose lingue. Alla fine del XIX secolo, il biografo di Marino Mario Menghini (1865-1945) riteneva che la fortuna popolare della Strage fosse stata più alta perfino della Gerusalemme liberata del Tasso.

## Edizioni

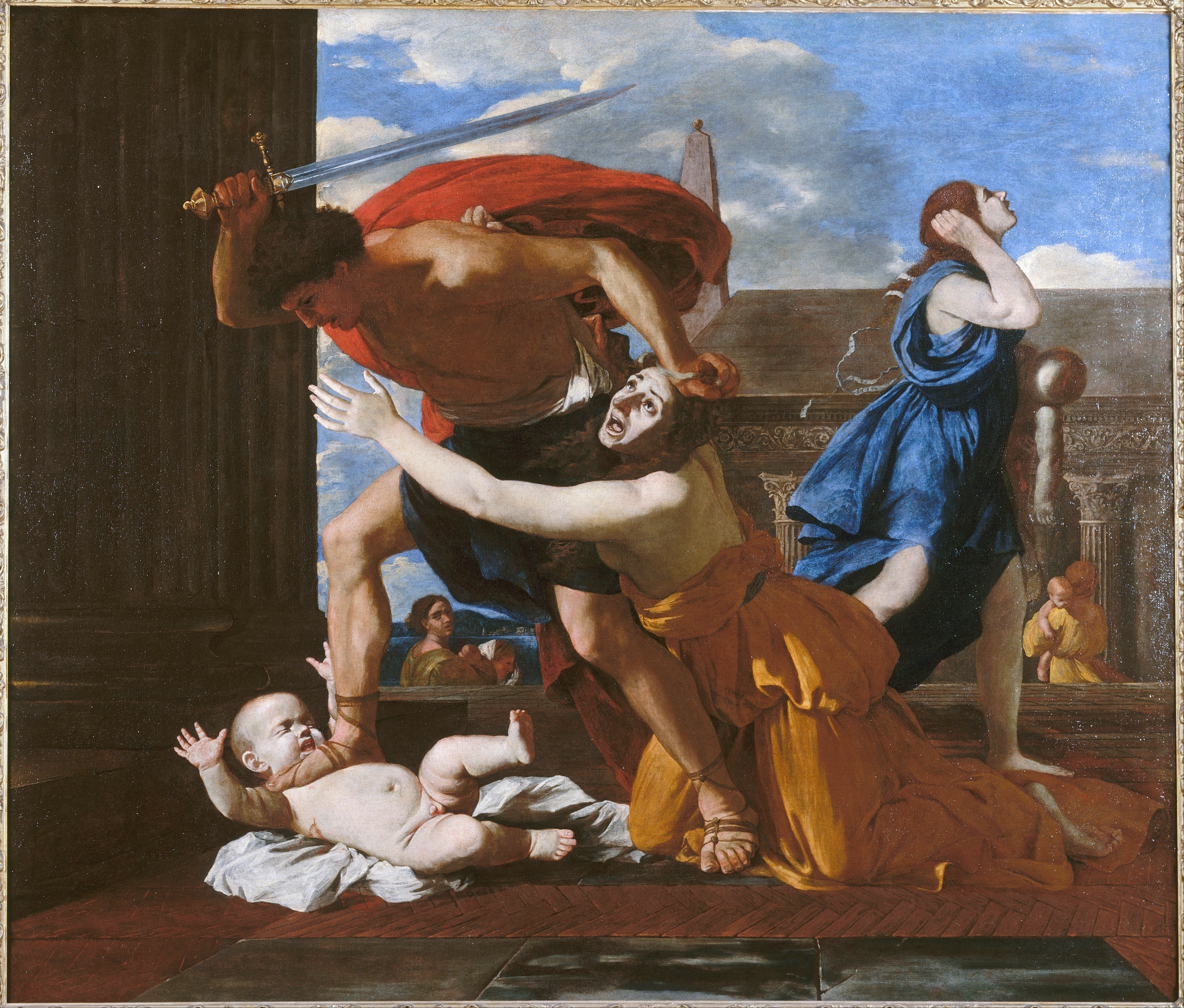
Nicolas Poussin: La strage degli innocenti

- La Strage degl'innocenti poema del caualier Marini. Napoli: Ottavio Beltrano s.d. (1632) (Google libri)
- La Strage degl'innocenti poema del sig.r caual.r Marino con un canto della Gerusalemme distrutta con quattro canzoni del medesimo autore e con la vita di lui dal s. Giacomo Filippo Camola Accademico Humorista descritta All'il.mo sig.r Paolo Lodouico Riualdi, Roma: ad istanza di Gio. Manelfi, In Roma: per Giacomo Mascardi, 1633 (Google libri)
- Strage de gli innocenti del caualier Marino. Venezia: presso Giacomo Scaglia, 1633 (Google libri)
- Strage de gli innocenti del caualier Marino. Macerata: per Giuliano Carboni: ad istanza d'Andrea Pauese lib. a Fermo, 1637 (In Macerata: appresso Giuliano Carboni, 1637)
- La strage de gl'innocenti poema del signor caualier Marino con vn canto della Gierusalemme distrutta con quattro canzoni del medesimo autore, e con la vita di lui. Bologna: per Domenico Barbieri, 1651 (In Bologna: per Domenico Barbieri sotto le scuole, 1651)
- La strage de gl'innocenti del c.r Marino. Venezia: Baba, 1662 (Google libri)
- La strage de gl'innocenti Poema del signor caualier Marino, con vn canto della Gierusalemme distrutta, con quattro canzoni del medesimo autore, et in fine la vita di lui. Bologna: per gli eredi del Barbieri, 1664 (In Bologna: per gli eredi di Domenico Barbieri, all'insegna delle due rose, in S. Mammolo, 1664)
- La strage de gl'innocenti. Del cau. Marino. Venezia: presso Gio. Pietro Brigonci, 1664; 1667; 1674; 1675 (Googleliibri); 1676; [Napoli]: ad istanza di Francesco Massari libraro in Napoli, 1685
- La strage de gl'innocenti. Del caualier Marino. Venezia: per Nicolò Pezzana, 1674 (Google libri)
- La strage degl'innocenti. Del caualier Marino. Venezia: appresso Giacomo Ferretti, 1685
- Innocentium cladis equit. Ioannis Baptistae Marini Nic. Iosephi Prescimonij traductio. Accessit eiusdem authoris elegia. Panormi: ex typographia Thomae Romuli, 1691
- La strage de gl'innocenti, del caualier Marjno. Ronciglione: per Giacomo Menichelli, 1696; 1706 (Google libri)
- Dominici Amati jurisconsulti inter Archades, Clorii, & academici Lupiensis, Latina paraphrasis in cladem innocentium Christo martyrum Herodis tyranni jussu caesorum ab equite Jo. Baptista Marino Hetrusco carmine concinnatam. Libri quatuor. Neapoli: ex typographia Michaelis Aloysij Mutio, 1711
- La strage de gl'innocenti. Poema del signor cavalier Marino, con un canto della Gierusalemme distrutta, ed altre canzonette del medesimo autore. Bologna: per Costantino Pisarri sotto le Scuole, 1711; 1721
- La strage degl'innocenti del cavalier Marino. Napoli: nella stamperia di Felice Mosca, 1723
- La strage degl'innocenti di Gio. Battista Marino cavaliere napoletano. Lucca: per Filippo Maria Benedini, 1749
- La strage de gl'innocenti del cavalier Marino. Venezia: nella stamperia Remondini, 1753
- La strage degl'innocenti del Caualier Marino. Con l'aggiunta nel fine della sua vita. Napoli: a spese di Salvatore Palermo, 1773
- La strage degl'innocenti del cavalier Marino. Colle: per Angiolo M. Martini e comp., 1786
- La strage degl'innocenti . Napoli: Nella stamperia di Severino: a spese di Gennaro Fonzo, 1815
- La strage degl'innocenti . Firenze: nella stamperia di Gius. Formigli, 1823 (Google libri); 1843 (Google libri)
- La strage degl'innocenti . Firenze: nella stamperia di Cambiagi, 1823
- La strage degli innocenti . Firenze: dalla tipografia di Luigi Ciardetti, 1825
- La strage degl'innocenti . Napoli: presso Bartolomeo e Giuseppe d'Ambra, 1826
- La strage degl'innocenti . Napoli: dai torchi di Giuseppe Severino vico nuovo pace n. 18: a spese di Giuseppe Zambrani, 1826; 1833
- La strage degli innocenti: con aggiunta di altre poesie . Napoli: tipografia di Cirillo, 1837
- La strage degl'innocenti: con aggiunte di alcune poesie sacre del cavaliere Marino. Napoli: B. e G. D'Ambra, 1840
- La strage degl'innocenti. Livorno: Luigi Angeloni, 1854
- Strage degli Innocenti. Firenze: Tip. Adriano Salani Edit., 1890; 1914
- La strage degli innocenti; con prefazione di A. Castaldo. Roma: Garroni, 1912
- La strage degli Innocenti, ridotta in versi lugodoresi, con Appendice di poesie varie per Romano Carro. Cagliari: Stab. Industria Tipografica, 1915
- Dicerie sacre e La strage de gl'innocenti; a cura di Giovanni Pozzi. Torino: G. Einaudi, 1960
- Opere di Giambattista Marino, a cura di Alberto Asor Rosa. Milano: Rizzoli, 1967